# Goyazodesmus tridentatus
Goyazodesmus tridentatus är en mångfotingart som beskrevs av Christoph D. Schubart 1960. Goyazodesmus tridentatus ingår i släktet Goyazodesmus och familjen Chelodesmidae. Inga underarter finns listade i Catalogue of Life.